# Helige Konstantins och Helenas kyrka, Vratsa
Helige Konstantin och Helenas kyrka (bulgariska: Храм „Св. Св. Константин и Елена“/Hram "Sv. Sv. Konstantine yi Elena") är en bulgarisk-ortodox kyrkobyggnad belägen i den centrala delen av staden Vratsa i regionen Vratsa i norra Bulgarien.
Kyrkan är helgad åt den romerska kejsaren Konstantin den store och hans mor, Helena.

## Historia
Helige Konstantin och Helenas kyrka i Vratsa började byggas 1910 och stod klar 1915, enligt ritningar av arkitekt Pencho Koychev.

## Kyrkobyggnaden
Kyrkobyggnaden är treskeppig med en nyklassicistisk fasad.

## Inventarier
Inne i kyrkan finns ikoner som är i bysantinsk stil.

## Bilder

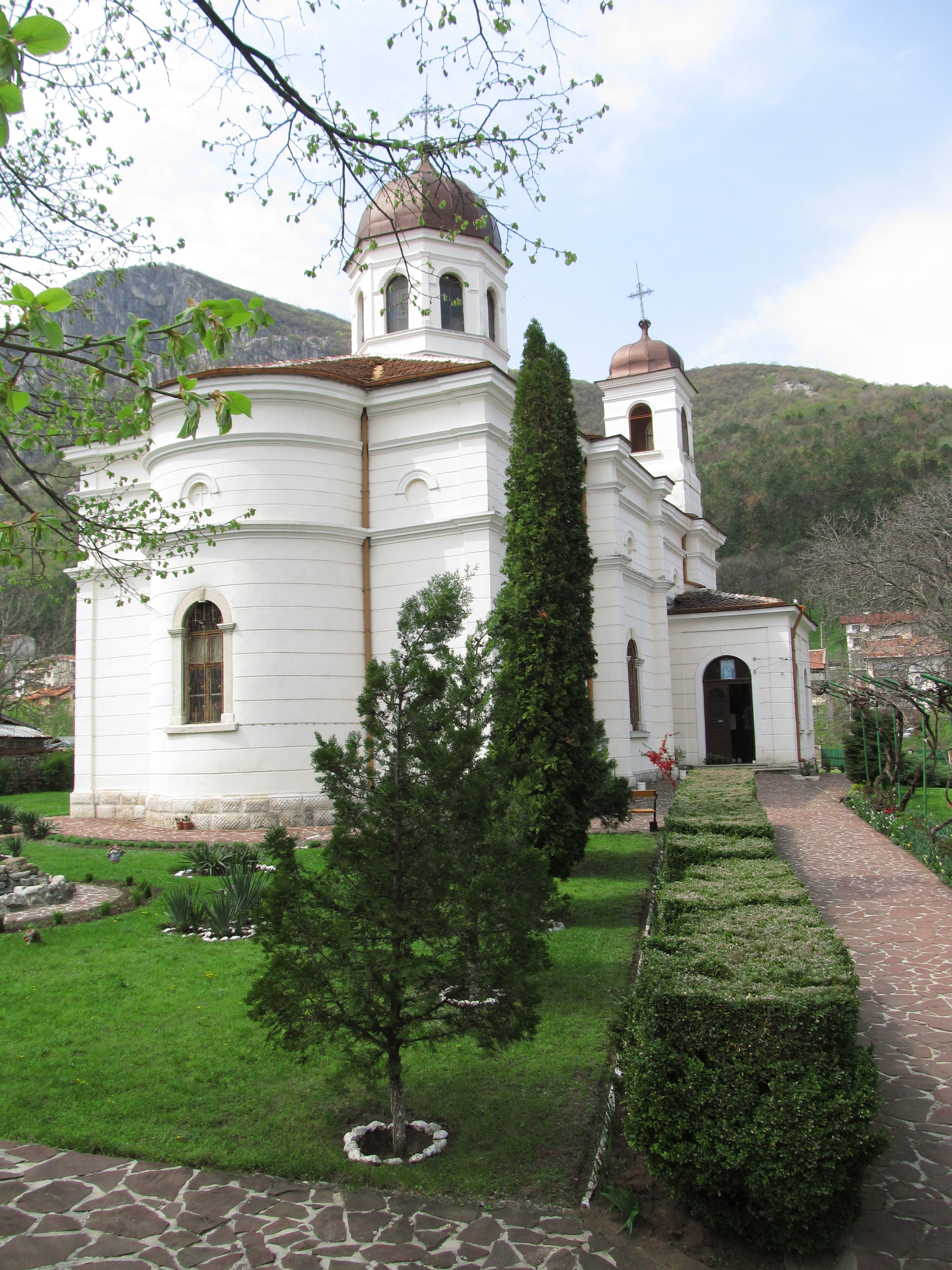
Absiden